# Gasparo Squaro de' Broaspini
Gasparo Squaro de' Broaspini (... – fine 1381/ inizi 1382) è stato un letterato e artista italiano, vicino al movimento umanista, in particolar modo a Francesco Petrarca e a Coluccio Salutati.

## Biografia
Della vita di Gasparo Squaro de' Broaspini, natìo di Verona, non si conosce molto. Figlio di un certo Pietro Scuaro, magister, e fratello di Giuliana, Giovanni e Bartolomeo, Gasparo fu forse allievo di Rinaldo Cavalchini di Villafranca. Amico del Petrarca (i cui rapporti epistolari sono attestati già dal 1363), Gasparo Squaro fu anche in contatto con Coluccio Salutati, futuro cancelliere di Firenze, col quale mantenne fecondi rapporti epistolari e d'amicizia. Gasparo, che fu un trascrittore e diffusore delle opere petrarchesche e poeta in latino, tenne nel 1380 anche una lectura della Divina Commedia di Dante Alighieri a Venezia. Inoltre fu anche un artista, in quanto ebbe modo di istoriare degli elmi con delle pitture. Morì, secondo una lettera inviata da Coluccio Salutati a Lombardo della Seta, in circostanze violente tra la fine del 1381 e gli inizi del 1382.